# Fonches-Fonchette
Fonches-Fonchette est une commune française située dans le département de la Somme, en région Hauts-de-France.

## Géographie

### Description
Fonches-Fonchette est un village rural picard du Santerre situé à 7 km au nord-ouest de Nesle, 35 km au sud-ouest de Saint-Quentin et quarante au sud-est d'Amiens.
Il est traversé par l'ex-RN 17 (actuelle RD 1017), qui relie notamment Roye à Péronne et est tangenté à l'ouest par l'autoroute A1 et au nord par RD 337 reliant Amiens à Nesle.
Le hameau de Fonchette est situé le long de la nationale, Fonches est sité en retrait, à l'ouest de l'axe de circulation.

### Hydrographie

#### Réseau hydrographique
La commune est située dans le bassin Artois-Picardie. La commune est drainée par l'Ingon, un affluent en rive gauche du fleuve côtier la Somme. L'Ingond sortant de Fonches se dirige à l'est vers Curchy, arrose une partie du terroir d'Étalon, d'Herlye, alimentait en 1861 un moulin avant de se jeter dans  la Somme au-dessous de Grand-Rouy après un parcours de plus de quinze kilomètres.
En 1861, on notait que la nappe phréatique se trouvait à une profondeur de 5 à 12 m à Fonchette, et de 5 à 20 m à Fonches.

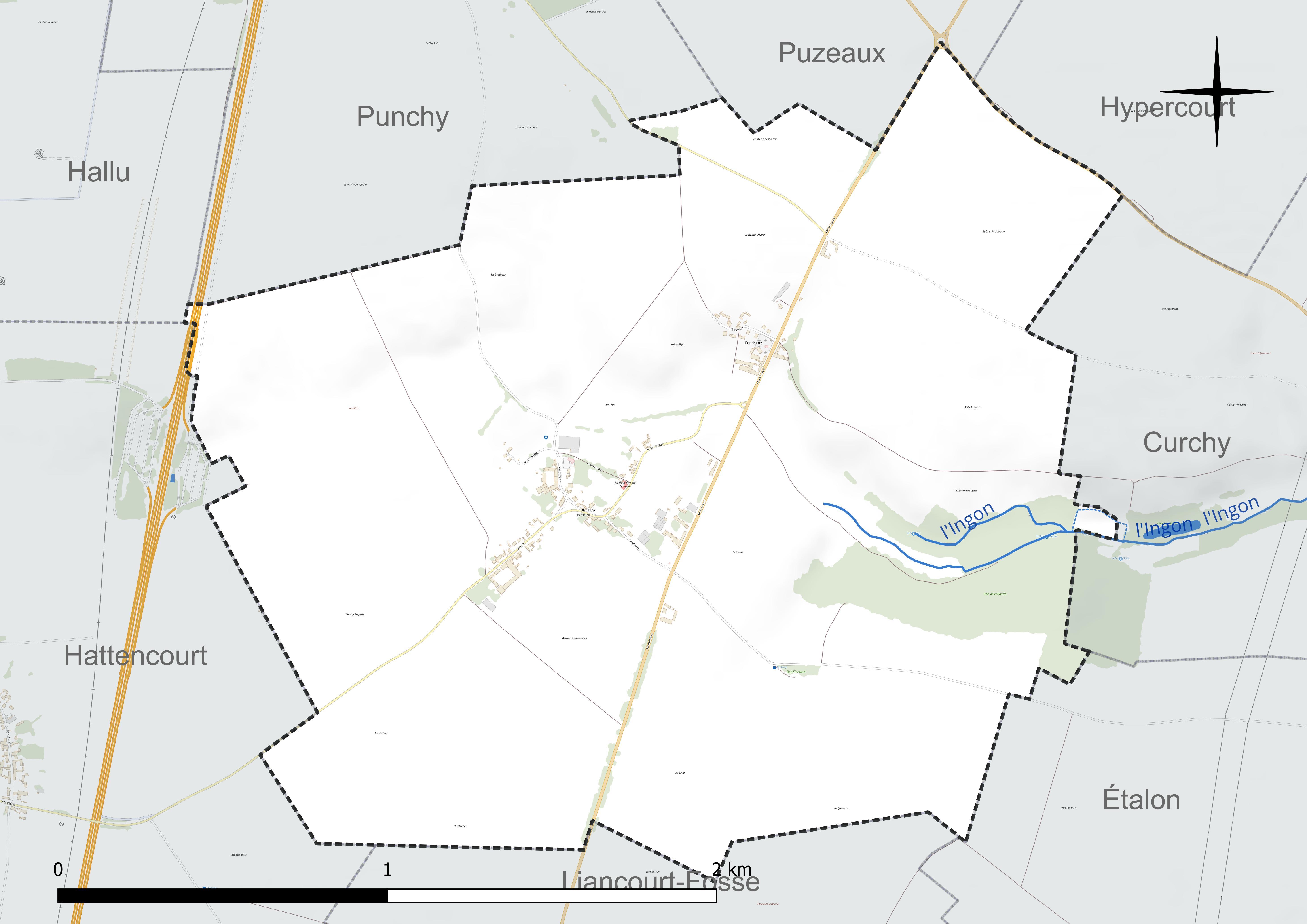
Réseau hydrographique de Fonches-Fonchette.

#### Gestion et qualité des eaux
Le territoire communal est couvert par le schéma d'aménagement et de gestion des eaux (SAGE) « Haute Somme ». Ce document de planification concerne un territoire de 1 798 km2 de superficie, délimité par le bassin versant de la Haute Somme est constitué d'un réseau hydrographique complexe de cours d'eau, de marais, d'étangs et de canaux. Le périmètre a été arrêté le 21 avril 2006 et le SAGE proprement dit a été approuvé le 15 juin 2017. La structure porteuse de l'élaboration et de la mise en œuvre est le syndicat mixte d'aménagement hydraulique du bassin versant de la Somme (AMEVA).
La qualité des cours d'eau peut être consultée sur un site dédié géré par les agences de l'eau et l'Agence française pour la biodiversité.

### Climat
Pour des articles plus généraux, voir Climat des Hauts-de-France et Climat de la Somme.
En 2010, le climat de la commune est de type climat océanique dégradé des plaines du Centre et du Nord, selon une étude du CNRS s'appuyant sur une série de données couvrant la période 1971-2000. En 2020, Météo-France publie une typologie des climats de la France métropolitaine dans laquelle la commune est exposée à un climat océanique et est dans la région climatique Nord-est du bassin Parisien, caractérisée par un ensoleillement médiocre, une pluviométrie moyenne régulièrement répartie au cours de l'année et un hiver froid (3 °C).
Pour la période 1971-2000, la température annuelle moyenne est de 10,4 °C, avec une amplitude thermique annuelle de 14,6 °C. Le cumul annuel moyen de précipitations est de 713 mm, avec 11,8 jours de précipitations en janvier et 8,6 jours en juillet. Pour la période 1991-2020, la température moyenne annuelle observée sur la station météorologique la plus proche, située sur la commune de Rouvroy-en-Santerre à 8 km à vol d'oiseau, est de 10,8 °C et le cumul annuel moyen de précipitations est de 635,8 mm,. Pour l'avenir, les paramètres climatiques de la commune estimés pour 2050 selon différents scénarios d'émission de gaz à effet de serre sont consultables sur un site dédié publié par Météo-France en novembre 2022.

## Urbanisme

### Typologie
Au 1er janvier 2024, Fonches-Fonchette est catégorisée commune rurale à habitat dispersé, selon la nouvelle grille communale de densité à sept niveaux définie par l'Insee en 2022.
Elle est située hors unité urbaine et hors attraction des villes,.

### Occupation des sols
L'occupation des sols de la commune, telle qu'elle ressort de la base de données européenne d'occupation biophysique des sols Corine Land Cover (CLC), est marquée par l'importance des territoires agricoles (94,5 % en 2018), une proportion identique à celle de 1990 (94,5 %). La répartition détaillée en 2018 est la suivante : 
terres arables (94,5 %), forêts (5,5 %). L'évolution de l'occupation des sols de la commune et de ses infrastructures peut être observée sur les différentes représentations cartographiques du territoire : la carte de Cassini (XVIIIe siècle), la carte d'état-major (1820-1866) et les cartes ou photos aériennes de l'IGN pour la période actuelle (1950 à aujourd'hui).

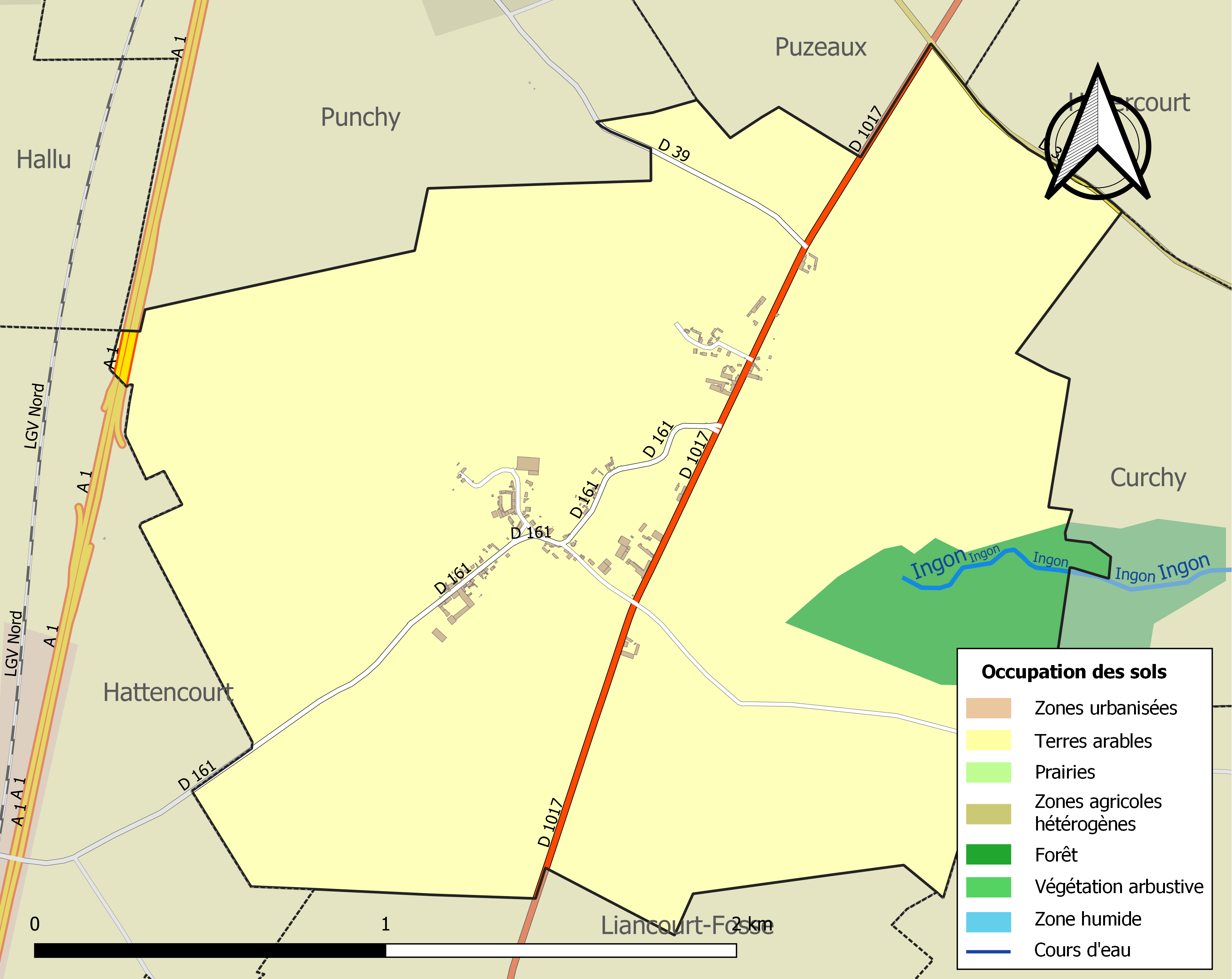
Carte des infrastructures et de l'occupation des sols de la commune en 2018 (CLC).

## Toponymie
Fonches a été connue sous les dénominations de Fontes  in pago Veromanduorun, Fontes super Engon en 920, Funce en  1161, Fonchez, 1237, Fonche en 1733.

Pluriel du bas latin fondicus « marché , magasin ».
Fonchette porta, elle, les noms de Foncettæ en 1161; Fonceta en 1190; Funchetes en 1199 et Forchete en 1683.

Du nom de lieu Fonches avec le suffixe diminutif -ette.

## Histoire
Antiquité

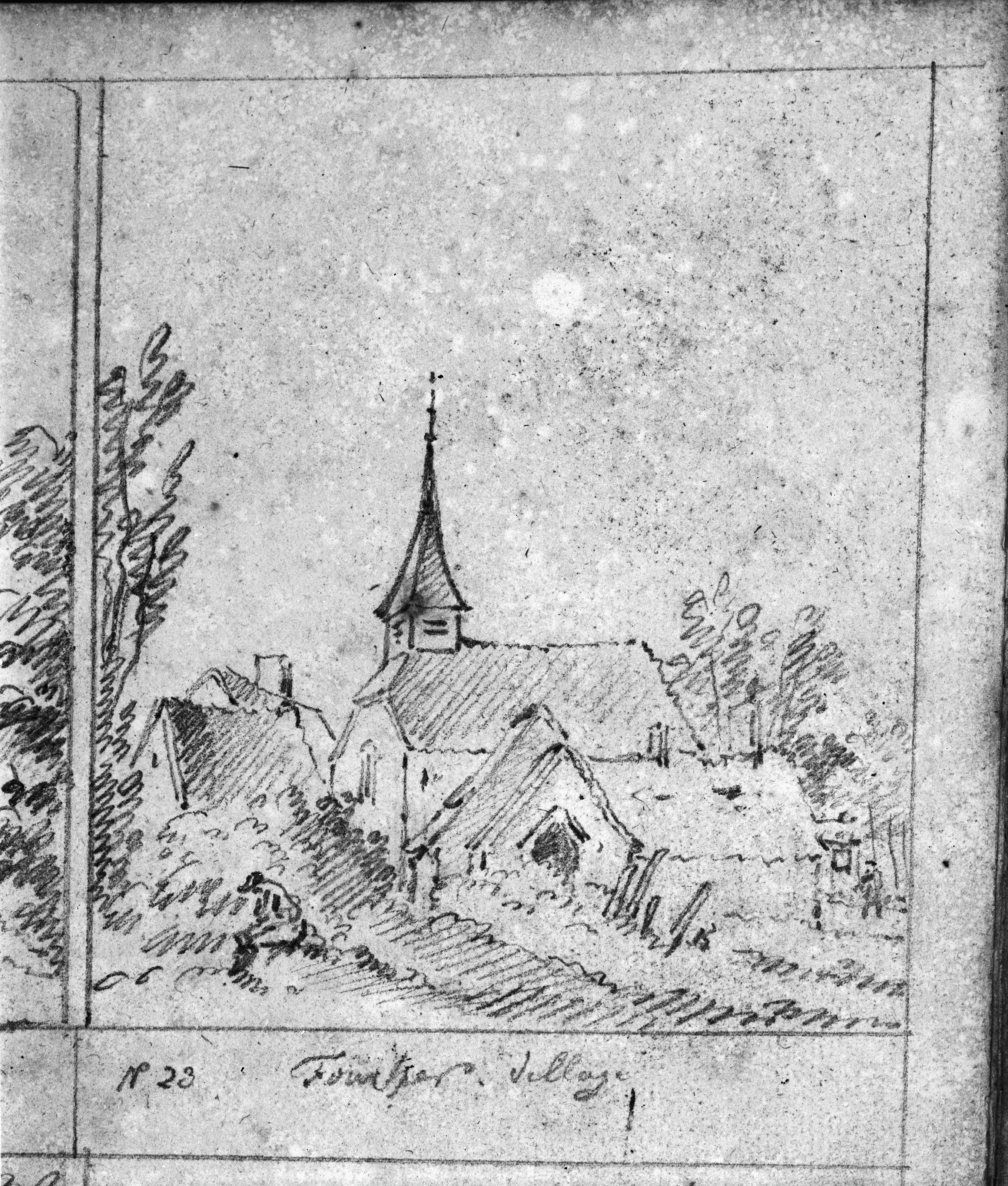
Dessin de l'église de Fonches par Dirk Verrijk, 1972.

Des traces  de  villa  gallo-romaine  ont  été retrouvées  à  Fonches-Fonchette.
Moyen-Âge
« Fonches faisait partie des donations effectuées par Charles le Chauve au profit de l'abbaye des Bénédictines de Morienval (Oise),
donation que confirma Charles-le-Simple en 920. En 1215, la terre de Fonches relève de celle de Chaulnes, qui est tenue du roi à cause de son château de Péronne. A cette date en effet, Nevelon de Chaulnes, fils de Nevelon d'Arras, déclare tenir du roi la forteresse de Chaulnes et la terre labourable qui en dépend, Fonches et ses appartenances. En 1373, Climenche de Chaule (Chaulnes), dame de Cramailles et de Chaule, déclare tenir la terre et pairie de Chaulnes ainsi que la terre de Fonches, sise en la prévôté de Roye. La terre de Fonches et dépendances qu'elle avoue tenir « noblement et en fief » du roi, comprend alors son manoir de Fonches, 48 journaux de terre audit terroir, 22 de pré et de « Sauchois » le four, un moulin à vent, un autre à waide, les cens, rentes, les hostises, toute la justice de seigneurie, toutes les voieries et appartenances, le moutonnage à mi-mai, le racas des fieux et des plaiz généreulx de tous (ses) tenans » sur plusieurs terres appartenant auxdits tenants. 24 muids d'avoine « Royais » mesure de Roye, a amener au châtel de Chaule à la Saint-Remi, etc., sur les hostises de la dite ville, 17 setiers de blé, mesure de Néelle; à Noël, de cens 38 chapons, 2 poules, 2 setiers d'avoine, mesure de Roye et 7 sols parisis en argent ».
Fonches était au XIIe siècle couvert de bois, qui ont été défrichés  en 1161, pour la plupart, par les soins de l'abbaye Notre-Dame de Morienval. Il y existait alors un moulin qui a été vendu avant 1176 par l'abbesse Cécile à Raoul, comte de Vermandois.
À Fonchette, une maladrerie existait depuis le XIIe siècle , détruite vers 1630,. Ses biens ont été attribués à l'Hôtel Dieu de Ham par édits de 1699 de Louis XIV.
Fonches avait une mesure agraire particulière :  le journal de 100 verges valait 3450m².
Première Guerre mondiale
Fonches et Fonchette sont considérés comme détruits à la fin de la guerre (notamment les églises des villages) et ont  été décorés tous deux de la Croix de guerre 1914-1918, le 30 octobre 1920.
Après Guerre
La commune de Fonches, instituée par la Révolution française, absorbe en 1964 celle de Fonchette et prend le nom de Fonches-Fonchette.

## Politique et administration

### Rattachements administratifs et électoraux
Rattachements administratifs
La commune se trouve dans l'arrondissement de Montdidier du département de la Somme.
Elle faisait partie depuis 1801 du canton de Roye. Dans le cadre du redécoupage cantonal de 2014 en France, cette circonscription administrative territoriale a disparu, et le canton n'est plus qu'une circonscription électorale.
Rattachements électoraux
Pour les élections départementales, la commune fait partie depuis 2014 d'un  nouveau canton de Roye
Pour l'élection des députés, elle fait partie de la cinquième circonscription de la Somme.

### Intercommunalité
Fonches-Fonchette est membre de la communauté de communes du Grand Roye, un établissement public de coopération intercommunale (EPCI) à fiscalité propre créé en 2012 et auquel la commune a transféré un certain nombre de ses compétences, dans les conditions déterminées par le code général des collectivités territoriales.

### Liste des maires
| Période                                  | Période                      | Identité       | Étiquette | Qualité                                                           |
| ---------------------------------------- | ---------------------------- | -------------- | --------- | ----------------------------------------------------------------- |
| Les données manquantes sont à compléter. |                              |                |           |                                                                   |
| juin 1995                                | 2014                         | Jeanine Guyot  |           |                                                                   |
| avril 2014                               | En cours (au 8 octobre 2020) | Gauthier Guyot |           | Agriculteur, fils de la précédente Réélu pour le mandat 2020-2026 |

### Politique de développement durable
L'implantation de deux éoliennes est envisagé sur la commune, et une enquête publique est organisée en 2020 en vie d'une mise en service escomptée en 2022, en prolongement d'un parc existant situé  à proximité, celui de Santerre II, composé de trois machines.

## Population et société

### Démographie
L'évolution du nombre d'habitants est connue à travers les recensements de la population effectués dans la commune depuis 1793. Pour les communes de moins de 10 000 habitants, une enquête de recensement portant sur toute la population est réalisée tous les cinq ans, les populations de référence des années intermédiaires étant quant à elles estimées par interpolation ou extrapolation. Pour la commune, le premier recensement exhaustif entrant dans le cadre du nouveau dispositif a été réalisé en 2007.

En 2022, la commune comptait 169 habitants, en évolution de +3,68 % par rapport à 2016 (Somme : −1,26 %, France hors Mayotte : +2,11 %).
| 1793 | 1800 | 1806 | 1821 | 1831 | 1836 | 1841 | 1846 | 1851 |
| ---- | ---- | ---- | ---- | ---- | ---- | ---- | ---- | ---- |
| 282  | 282  | 185  | 312  | 270  | 274  | 303  | 274  | 267  |

| 1856 | 1861 | 1866 | 1872 | 1876 | 1881 | 1886 | 1891 | 1896 |
| ---- | ---- | ---- | ---- | ---- | ---- | ---- | ---- | ---- |
| 257  | 264  | 228  | 218  | 237  | 200  | 218  | 210  | 203  |

| 1901 | 1906 | 1911 | 1921 | 1926 | 1931 | 1936 | 1946 | 1954 |
| ---- | ---- | ---- | ---- | ---- | ---- | ---- | ---- | ---- |
| 209  | 200  | 171  | 136  | 117  | 135  | 144  | 142  | 139  |

| 1962 | 1968 | 1975 | 1982 | 1990 | 1999 | 2006 | 2007 | 2012 |
| ---- | ---- | ---- | ---- | ---- | ---- | ---- | ---- | ---- |
| 144  | 154  | 156  | 111  | 121  | 134  | 143  | 144  | 158  |

| 2017 | 2022 | - | - | - | - | - | - | - |
| ---- | ---- | - | - | - | - | - | - | - |
| 164  | 169  | - | - | - | - | - | - | - |

On dénombrait 40 feux à Fonches, avec Fonchette, en 1469, 212 habitants en 1698, 53 feux en 1699, 50 feux en 1709, 68 feux et 241 habitants en 1724, 58 feux
en 1760, 85 feux et 247 habitants en 1772.

## Culture locale et patrimoine

### Lieux et monuments
- Église Saint-Vaast de Fonches[29], reconstruite après les destructions de la Première Guerre londiale.
Selon la légende, l'église Saint-Vaast de Fonches serait bâtie sur les ruines d'un temple dédié à Jupiter-Ammon[18] ;
- Église de la Sainte-Famille de Fonchette[30], qui serait située à l'emplacement de l'ancienne maladrerie médiévale, compte-tenu des nombreuses sépultures et du vaste souterrain retrouvés à proximité[18]. Elle a également été reconstruite vers 1925 après les destructions de la guerre 1914-1918 ;
- Fontaine appelée  la Boirie de César, qui est l'une des sources de l'Ingon. Selon la croyance populaire, ses eaux auraient la propriété de préserver de la colique... Jules César se serait arrêté, lors d'une bataille, se désaltérer de cette eau[18] ;
- Chapelle funéraire Langlois de Plémont-Guyot, du XVIIIe siècle[31].
- Au centre du village, sur les murs de la ferme, une niche renferme une statue de Saint-Joseph posée en 1934[18].
- Monument aux morts[32] ;
- Parc de loisirs Yaky land, avec de nombreux agrès pour les enfants[33],[34]

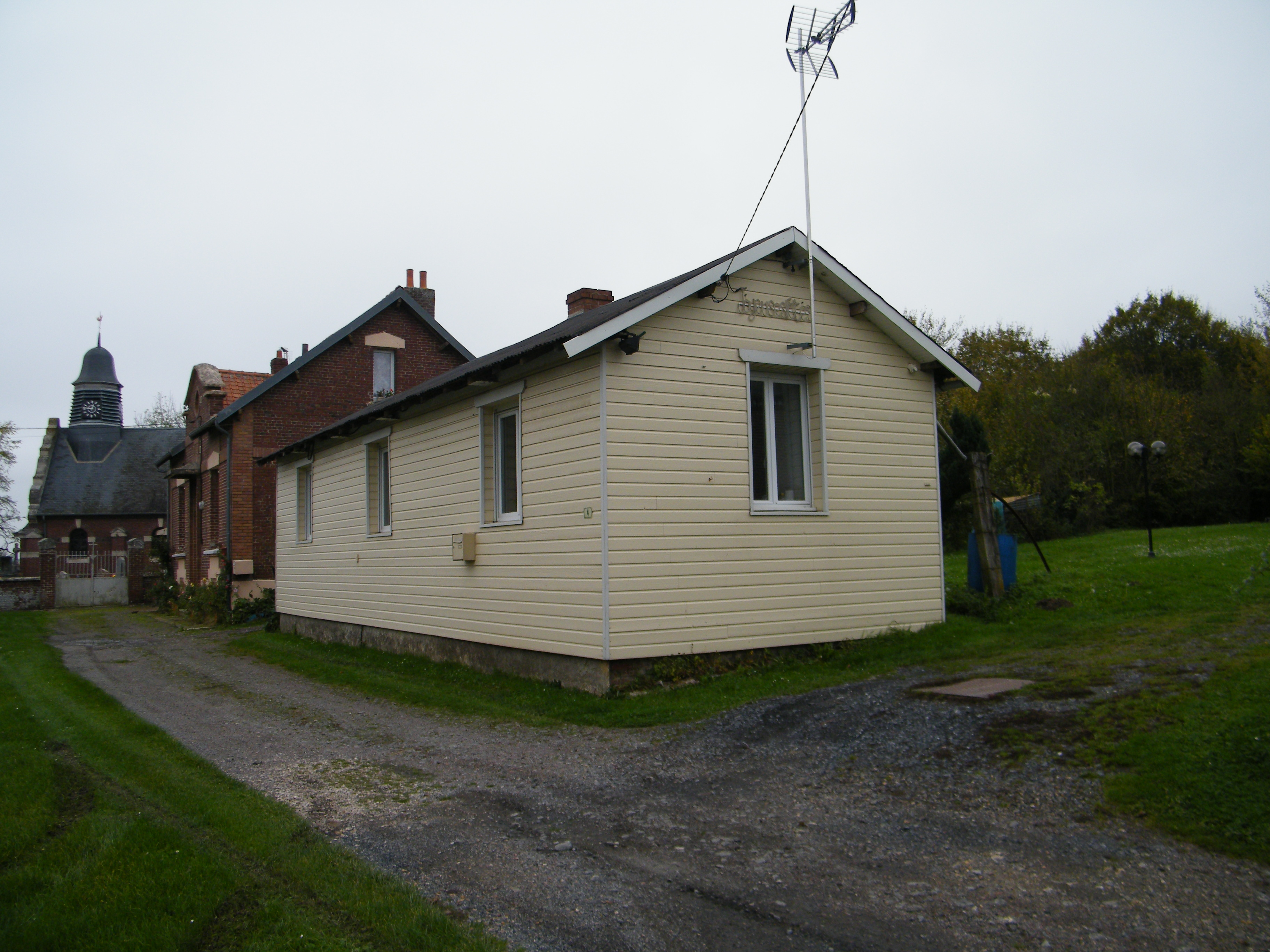
Salle communale.
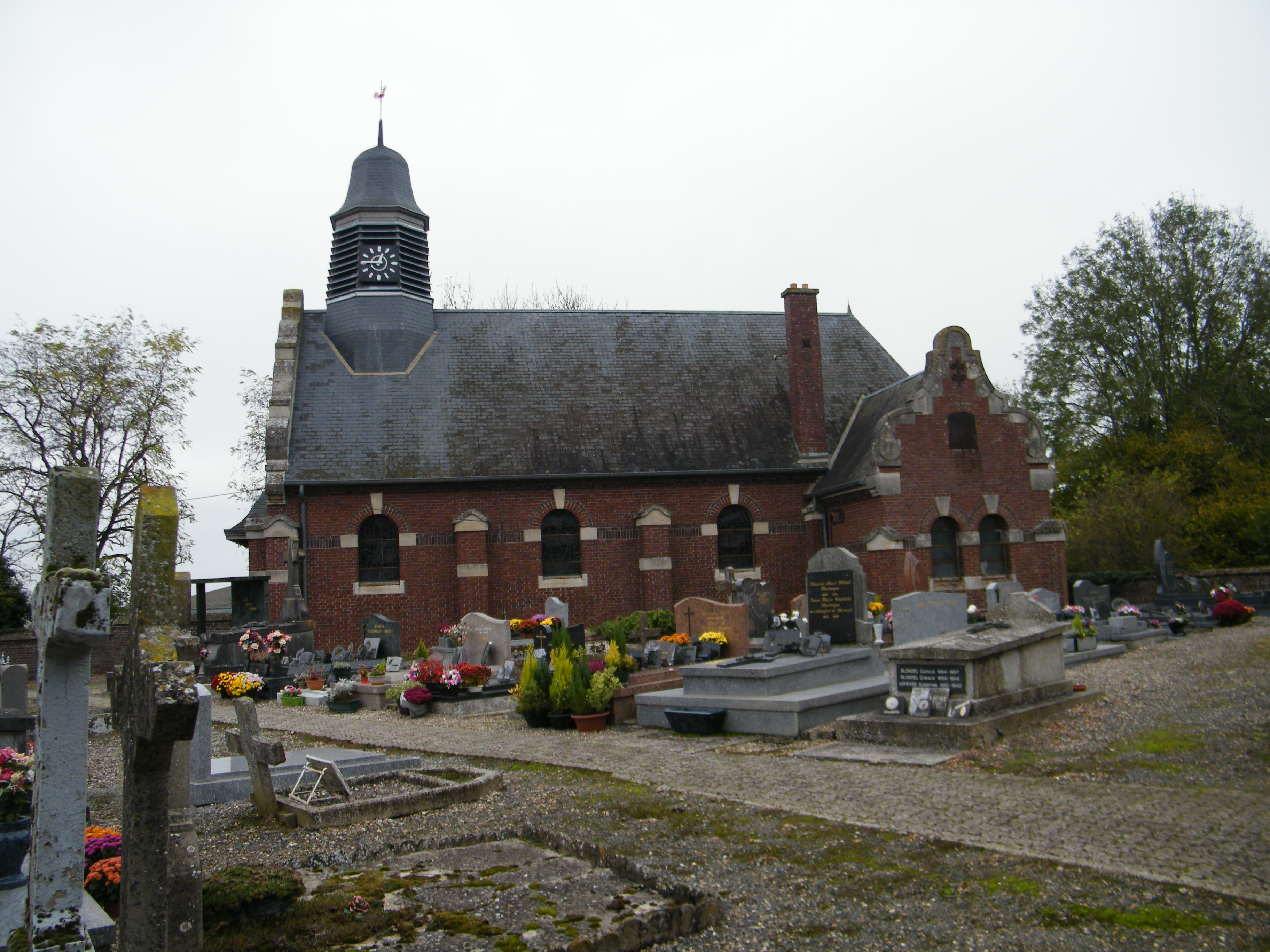
Église.
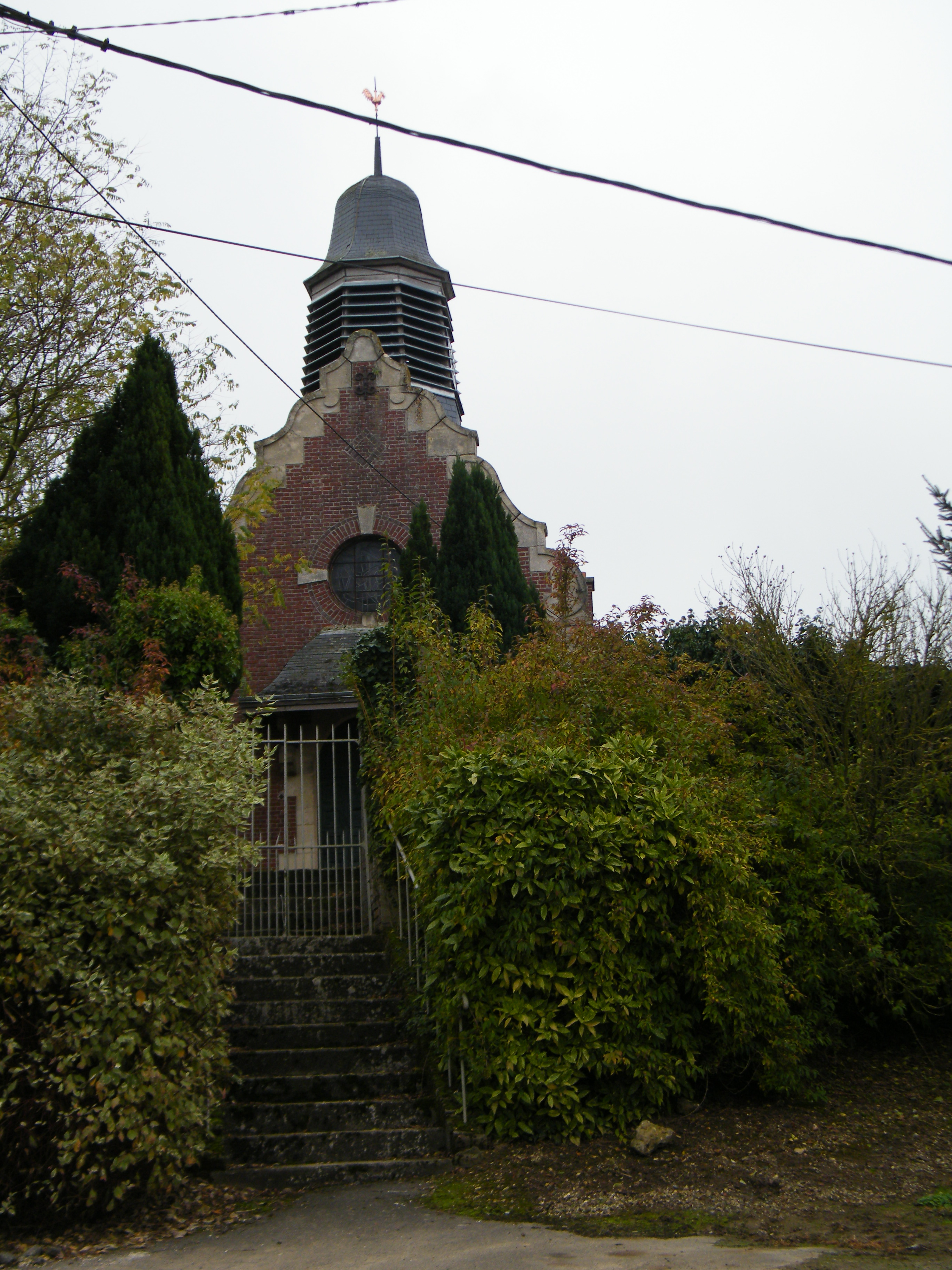
Autre vue de l'église.